# Meczet Selima II w Edirne
Meczet Selima II  (tur. Selimiye Camil) – külliye w mieście Edirne, Turcja. Główne elementy kompleksu to: meczet, gmachy dwóch medres – szkoły koranicznej (Dar-ül Kurra Madrasa) i szkoły prawniczej (Dar-ül Tedris Madrasa) oraz hala targowa (Arasta). Zespół budowli został wzniesiony dla sułtana Selima II w latach 1569–1575 przez tureckiego architekta Sinana.
W 2011 roku kompleks Selimiye został wpisany na listę światowego dziedzictwa UNESCO. 

## Historia
Külliye został zbudowany dla sułtana Selima II w latach 1569–1575 przez tureckiego architekta Sinana. Zachowała się dokumentacja projektu i budowy, obejmująca zamówienia i zlecenia wykonania poszczególnych partii budowli i dekoracji, a także zamówienia na materiały budowlane. Selim II zmarł w 1574 roku nie doczekawszy ukończenia dzieła.
Wybór lokalizacji kompleksu w Edirne – a nie w Stambule – nie jest jednoznacznie wyjaśniony. Według jednych źródeł, budowla została wzniesiona, by uczcić zajęcie Cypru – informacje te podaje Evliya Çelebi. Jednak Cypr został zajęty dopiero w 1571 roku – dwa lata po rozpoczęciu prac nad wzniesieniem kompleksu. Inne argumenty przemawiające za lokalizacją w Edirne to: (i) brak godnego miejsca pod budowę sułtańskiego meczetu w Stambule, gdzie stały już meczety: Hagia Sofia, Beyazit, Sulejmana czy Fatih; (ii) umocnienie wpływów osmańskich na zachodnich terenach granicznych (wokół Edirne); i (iii) osobiste preferencje sułtana, który mieszkał w Edirne. 
Kompleks został wzniesiony na placu Saribayir (190×130 m), gdzie stał pałac Bajazyda I Błyskawicy, w którym po przeniesieniu stolicy imperium do Stambułu mieściły się kwatera wojskowe. Oryginalne założenie obejmowało ulokowany centralnie meczet Selimiye wraz z dziedzińcem i gmachy dwóch medres – szkoły koranicznej (Dar-ül Kurra Madrasa) i szkoły prawniczej (Dar-ül Tedris Madrasa), rozmieszczone symetrycznie w południowych narożnikach placu. W 1580 roku po stronie zachodniej wzniesiono halę targową (Arasta) – czynsz zapewniał dochód na utrzymanie świątyni. W 1584 roku Sinan przeprowadził drobne naprawy meczetu po uderzeniu pioruna. 
W 1752 roku wskutek trzęsienia ziemi uszkodzeniu uległy m.in. galeryjki jednego z minaretów i cześć szklonych okien. W 1808 roku poddano renowacji część "kaligrafi"- napisów zdobiących meczet, a nad fontanną na dziedzińcu zamontowano dach, który obecnie (2011) już nie istnieje. W latach 1839–1861 za panowania sułtana Abdülmecida I wnętrza zostały wytynkowane, a następnie pokryte nowymi ornamentami, w niektórych przypadkach naśladującymi wzory oryginalne. W 1874 roku ołów z dachu hali targowej został zdjęty do produkcji amunicji, a budowla została pokryta dachówką. W czasie wojny turecko-rosyjskiej (1877–1878) Edirne było okupowane przez wojska rosyjskie – jeden z oficerów rosyjskich zrabował z loży sułtana w meczecie cześć ozdobnych płytek ceramicznych szkliwionych i dekoracji rzeźbionych. Pod koniec II wojny bałkańskiej kilka z najwcześniejszych dywanów na wyposażeniu meczetu zostało zrabowanych przez uciekających Bułgarów.
W 1925 roku, z polecenia Atatürka, Dar’ül-Kurra Madrasa została zamieniona w muzeum miasta, a po II wojnie światowej służyła jako biura, hostel studencki i magazyn. W latach 30. XX wieku meczet uszkadzały burze – uszkodzenia po nawałnicy w 1930 roku naprawiono niezwłocznie, natomiast zniszczenia po burzy w 1932 roku zostały naprawione dopiero podczas gruntownej renowacji meczetu przeprowadzonej w latach 1950–1955. Wtedy też odsłonięto część oryginalnych dekoracji wnętrz. W 1936 roku Dar’ül Hadis Madrasa została zamieniona w muzeum etnograficzne a w 1971 roku w muzeum sztuki islamu. Kolejne renowacje meczetu, głównie w celu przywrócenia oryginalnego wyglądu wnętrz oraz stabilizacji konstrukcji kopuły, miały miejsce w latach 1978–1983 i 1983–1985, dalsze w latach 2004–2008 skupiły się głównie na wymianie dachów minaretów. 
W 2011 roku zespół budowli Selimiye został wpisany na listę światowego dziedzictwa UNESCO.

## Architektura

### Meczet

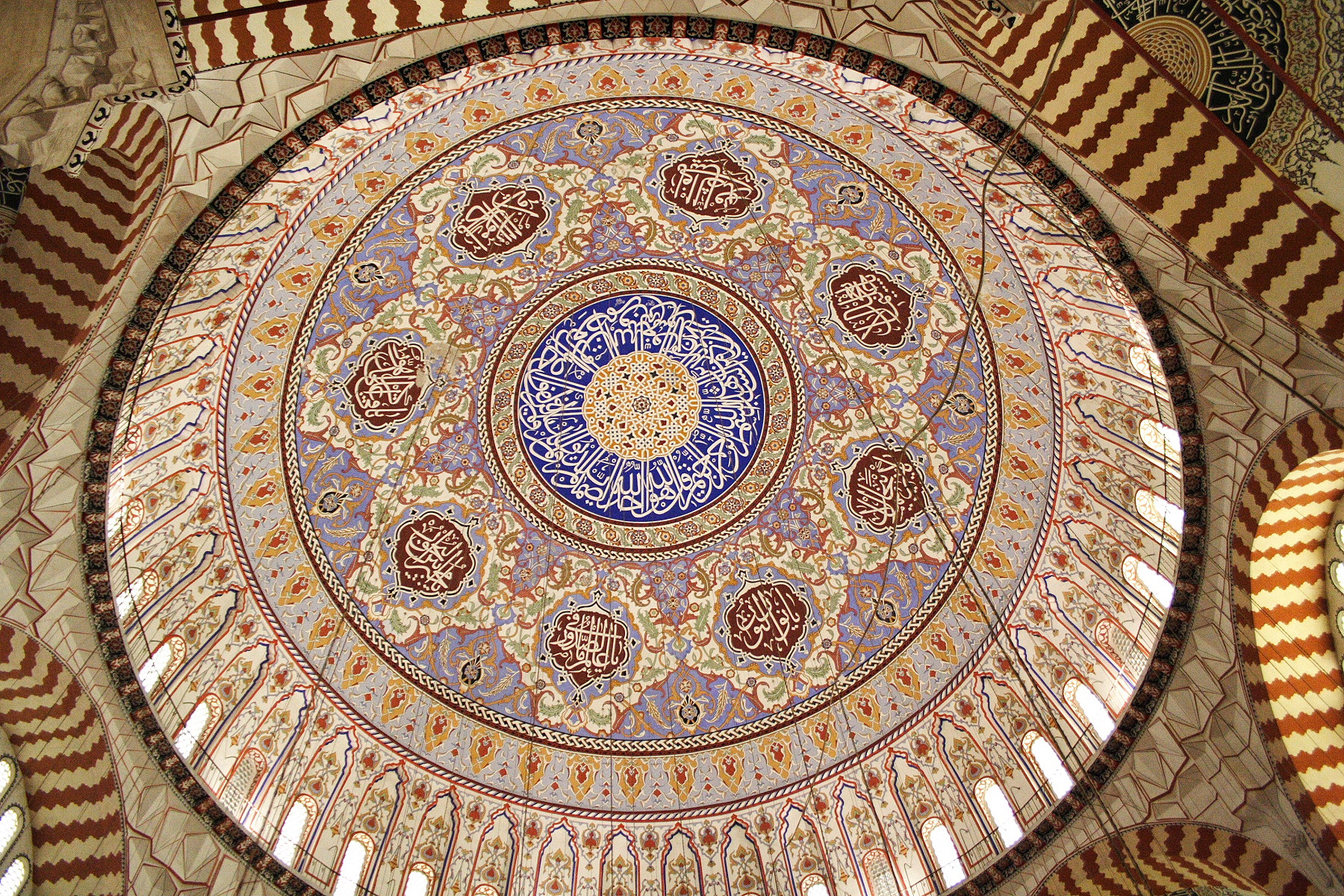
Wnętrze kopuły meczetu

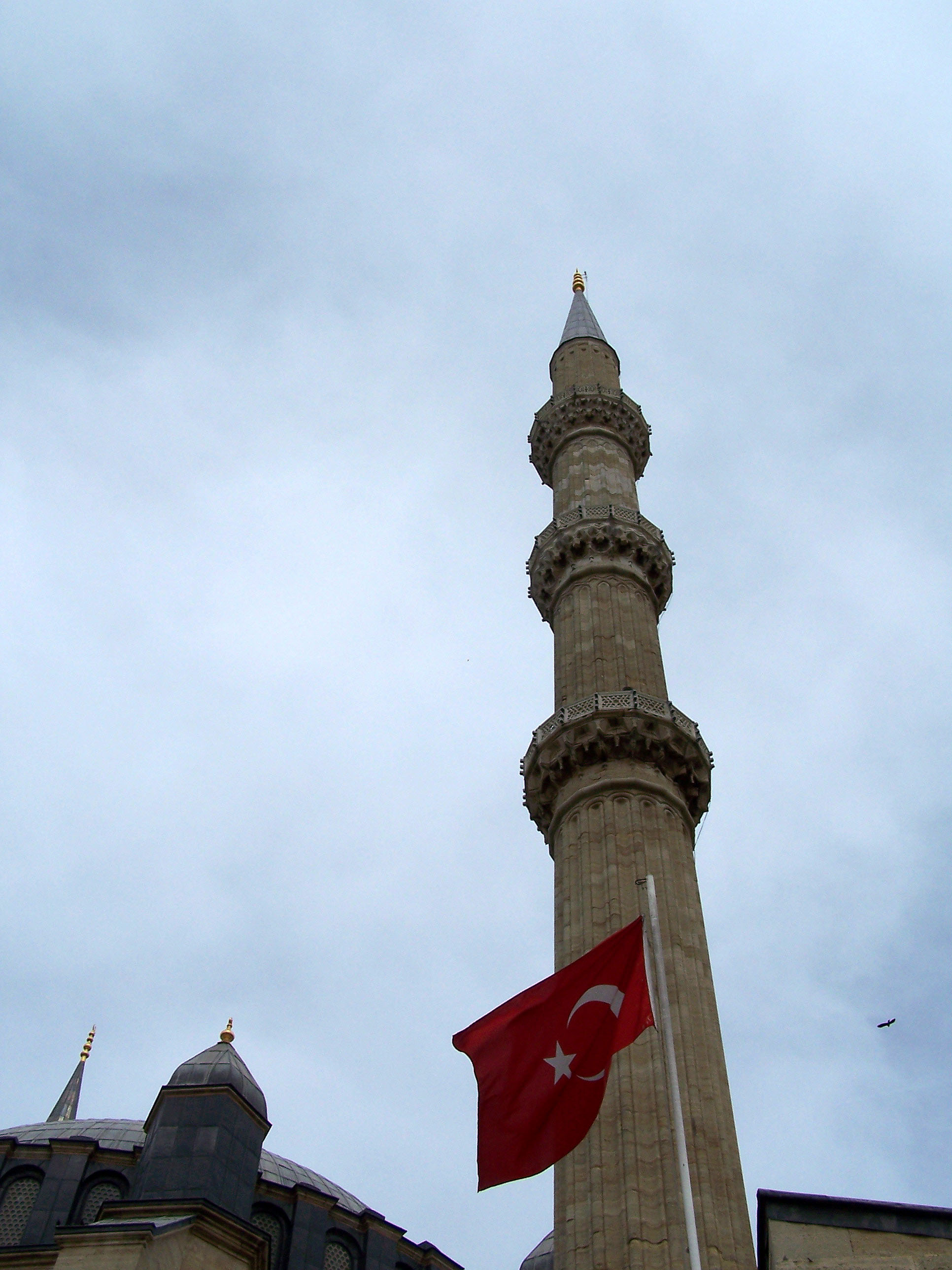
Minaret z trzema galeryjkami

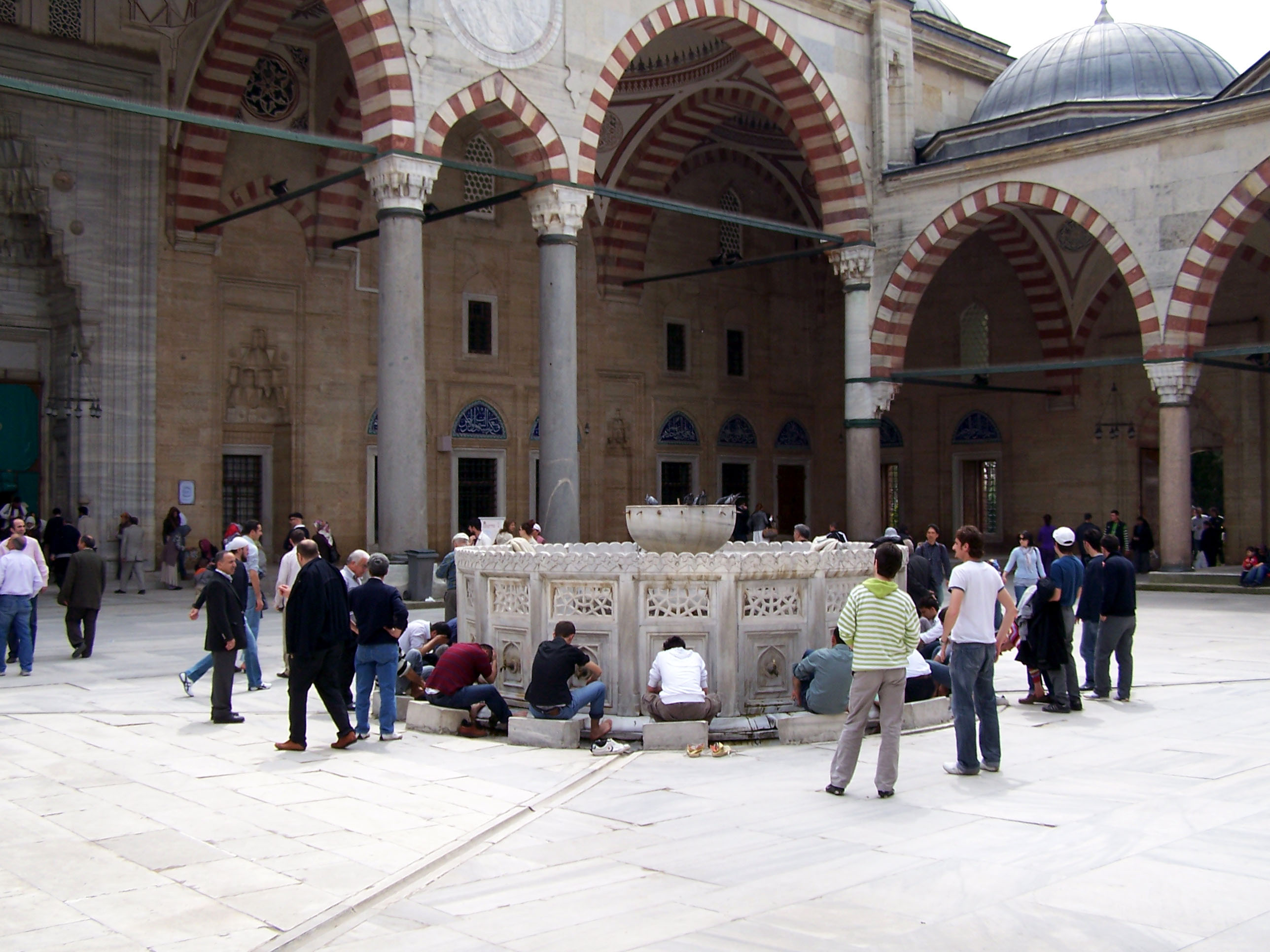
Şadırvan na dziedzińcu

Murowany meczet zdobią ceglane łuki i kopuły pokryte ołowianymi blachami. Elewacje wykonane są z piaskowca w kolorze miodu, przy czym elementy z czerwonego piaskowca stanowią obramienia okien i tworzą geometryczne wzory w dolnych partiach systemu przyporowego. Zewnętrzne łuki z klińców wykonane są z naprzemiennie ułożonych elementów z czerwonego piaskowca i białego marmuru. 

Główną salę modlitewną (60×44 m) nakrywa kopuła o średnicy 31,3 metrów. Wysokość od posadzki do najwyższego punktu kopuły to 42,3 m – mniej niż 55,6 m Hagii Sophii, jednak mierząc od podstawy, kopuła Selimiye jest wyższa. Sinan sam miał uważać, że meczet Selimiye był szczytowym osiągnięciem jego twórczości i zarazem ukoronowaniem jego długiej kariery – architekt był czynny zawodowo przez 50 lat i wzniósł ponad 400 budowli: 

Ci, którzy uważają się za architektów pośród chrześcijan, uważają, że w świecie islamu żadna kopuła nie może równać się z kopułą świątyni Hagia Sophia… [ale] w tym meczecie, z pomocą bożą i przy wsparciu sułtana Selima II, wzniosłem kopułę o sześć łokci wyższą i o cztery łokcie szerszą niż kopuła Hagii Sophii.

Konstrukcja opiera się na ośmiu potężnych kolumnach bocznych. Dolna kondygnacja tonie w mroku. Efekt ten uzyskano przez cofnięcie ścian okien, wskutek czego wpadające przez nie światło, nie dociera do dolnej partii wnętrza. Z kolei wyżej, na galeriach, olbrzymie okna wpuszczają mnóstwo światła, podobnie jak rzędy okien znajdujące się jeszcze wyżej. 
Pośrodku południowo-wschodniej ściany kibli znajduje się mihrab – widoczny z prawie każdego miejsca świątyni. Niszę mihrabu zdobią płytki ceramiczne szkliwione z İzniku. Wysoki, wąski mihrab wykonany jest z marmuru z Marmary i wykończony na górze dekoracjami stalaktytowymi – tzw. mukarnas. Po prawej stronie mihrabu stoi bogato rzeźbiony marmurowy minbar, skąd wygłaszano piątkowe kazania i powiadamiano o nowych prawach. Platforma dla muezina (tur. müezzin mahfili) wznosi się pod środkiem kopuły nad marmurową symboliczną fontanną życia – co nie jest typową lokalizacją – platformy te były zwykle wówczas umieszczane w tylnej części meczetu. Centralne umiejscowienie platformy umożliwia optymalne wykorzystanie warunków akustycznych, nie zaburza symetrii wnętrza i umożliwiało prowadzenie dyskusji ze słuchaczami. 
Lożę sułtana, ulokowaną w północno-wschodnim narożniku, ozdabiają ceramiczne płytki z İzniku z motywami roślinnymi, m.in. motywem tulipana symbolizującego Allaha, jabłoni i kwitnących drzew owocowych – projekt kafli przypisywany jest Sinanowi.

### Minarety
W narożnikach meczetu wznoszą się cztery minarety o średnicy podstawy 3,8 m – każdy na wysokość prawie 71 m. Są to najwyższe minarety w świecie islamu. Każdy ma trzy galeryjki – dwa minarety w narożnikach północnych mają po trzy oddzielne klatki schodowe prowadzące do galeryjek – rozwiązanie to jest unikalne dla kompleksu Selimiye. Hełmy minaretów są stożkowe, przykryte blachą z ołowiu. 

### Dziedziniec
Przylegający do meczetu dziedziniec ma takie same wymiary jak główna sala modlitewna. Pośrodku dziedzińca znajduje się szesnastoboczny sadirvan z białego marmuru – fontanna służąca do rytualnych ablucji, do dziś pozostawiona bez kopuły. Dziedziniec otacza kolumnada. Kolumny podpierają 19 kopuł o zróżnicowanej wielkości, przy czym mniejsze kopuły umieszczone są na arkadach najbardziej oddalonych od meczetu, średnie wsparte są na arkadach bocznych a największe – spoczywające na ośmiobocznych bębnach – zdobią ganek świątyni. Arkady ganku wsparte są na wysokich kolumnach z marmuru, pozostałe arkady – z wyjątkiem tych w narożnikach północnych wspieranych na filarach – spoczywają na niższych kolumnach. Sześć kolumn z każdej strony pochodzi z ruin budowli na Cyprze, w Aydıncıku i w Syrii. Wejście do meczetu wyznacza największa kopuła, a drzwi do świątyni zdobią mukarnas.